# Colonia Tovar
Colonia Tovar este un oraș din Venezuela, situat pe malul Mǎrii Caraibilor în statul Aragua, la aproximativ 42 km de capitala Caracas. Se învecineazǎ cu orașele El Junquito, La Victoria și Maracay. Clima este tropicală, temperatura medie anualǎ fiind de +16 c°C. Populația numǎrǎ aproximativ 14,000 de locuitori, majoritatea fiind formatǎ din imigranții veniți din Germania (Kaiserstuhl).

## Istorie
În 1843 din zona munților Kaiserstuhl, 358 de persoane au emigrat spre Venezuela. Aceștia proveneau din Endingen, Forchheim, Wyhl și Oberbergen. Germanii sau stabilit pe teritoriul orașului de astǎzi și au început sǎ se specializau mai mult în agricultura la scară mică: crescând legume, și primii în Venezuela au început să producǎ bere. Casele lor au fost construite în stil german, popular în patrie și Europa, însǎ ciudate în America Latină. Comunitate rurală până în 1942 a trăit într-o izolare de lumea exterioară, aceasta a permis germanilor mai mult timp sǎ-și păstreze identitatea și cultura proprie.
În 1964, odatǎ cu construcția unui drum pavat în regiune, asupra Coloniei Tovas a fost trasǎ atenția, crescând influența din afarǎ. Tot mai des, se stabilesc contacte cu urmașii coloniștilor din Germania. În prezent Colonia Tovar a devenit una dintre atracțiile principale ale Venezuelei, atrǎgând mulți turiști. Înșiși descendenții imigranților de-a lungul timpului, încep să-și piardă din identitatea proprie sub impactul mediului hispanic, însǎ familiile cele mai vechi, încă pǎstreazǎ tradițiile, din generație în generație.

## Galerie

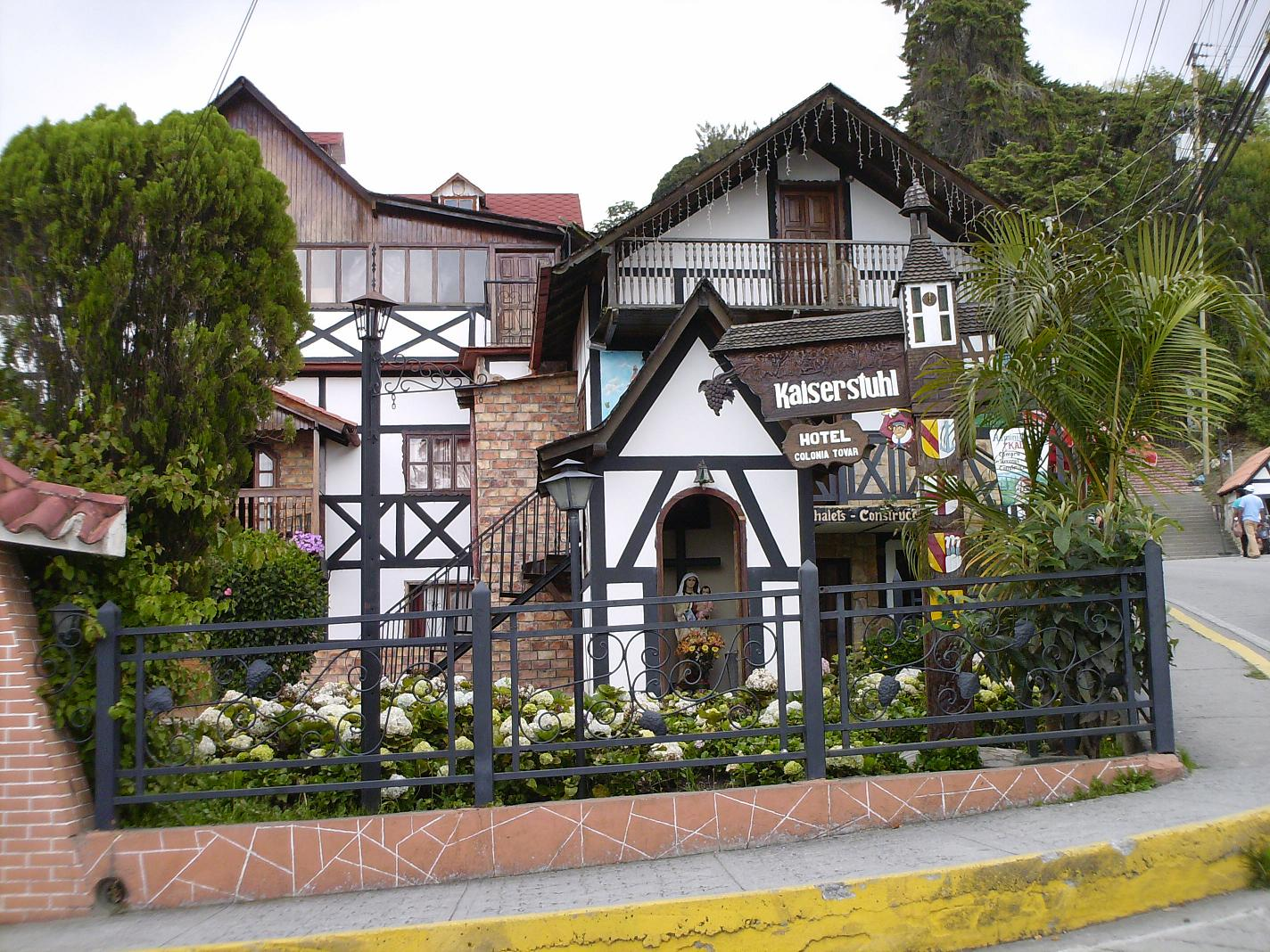
Hotel «Kaiserstuhl»

## Orașe înfrǎțite
- Altagracia de Orituco, Venezuela
- Blumenau, Brazilia
- Endingen am Kaiserstuhl, Germania
- Helen, Statele Unite
- Maracay, Venezuela
- Nairobi, Kenya
- Oxapampa, Peru
- Passau, Germania

## Legǎturi externe
- ColoniaTovar.net - Site Oficial
- Colonia-Tovar.com - Site Turistic al Coloniei Tovar
- Colonia Tovar Arhivat în 6 ianuarie 2007, la Wayback Machine. - Site Principal
- Galerie foto a orașului Arhivat în 12 iulie 2012, la Wayback Machine.